# Liste der Kulturgüter in Hergiswil bei Willisau
Die Liste der Kulturgüter in Hergiswil bei Willisau enthält alle Objekte in der Gemeinde Hergiswil bei Willisau im Kanton Luzern, die gemäss der Haager Konvention zum Schutz von Kulturgut bei bewaffneten Konflikten, dem Bundesgesetz vom 20. Juni 2014 über den Schutz der Kulturgüter bei bewaffneten Konflikten sowie der Verordnung vom 29. Oktober 2014 über den Schutz der Kulturgüter bei bewaffneten Konflikten unter Schutz stehen.
Objekte der Kategorie A sind im Gemeindegebiet nicht ausgewiesen, Objekte der Kategorie B sind vollständig in der Liste enthalten, Objekte der Kategorie C fehlen zurzeit (Stand: 1. Januar 2023). Unter übrige Baudenkmäler sind zusätzliche Objekte zu finden, die im kantonalen Denkmalverzeichnis verzeichnet und nicht bereits in der Liste der Kulturgüter enthalten sind.

## Kulturgüter
| Foto |                                                                                  | Objekt                                                | Kat. | Typ | Standort               | Beschreibung |
| ---- | -------------------------------------------------------------------------------- | ----------------------------------------------------- | ---- | --- | ---------------------- | ------------ |
| BW   | Datei hochladen · Wikidata zu Wegkapelle Hübeli (Q29785574)                      | Wegkapelle Hübeli KGS-Nr.: 03686                      | B    | G   | Hübeli 639091 / 212824 |              |
| BW   | Datei hochladen · Wikidata zu Mittelalterliche Erd-Holzburg Salbüel (Q119830996) | Salbüel, mittelalterliche Erd-Holzburg KGS-Nr.: 17142 | B    | F   | 638528 / 213577        |              |

## Übrige Baudenkmäler
| ID   | Foto |                                                                         | Objekt                                      | Typ | Standort                       | Beschreibung |
| ---- | ---- | ----------------------------------------------------------------------- | ------------------------------------------- | --- | ------------------------------ | ------------ |
| 11   | ja   | Datei hochladen                                                         | Gasthaus Kreuz                              | G   | Dorfstrasse 26 639386 / 215044 |              |
| 14   | ja   | Datei hochladen · Wikidata zu Johannes der Täufer Hergiswil (Q56756966) | Pfarrkirche St. Johannes der Täufer         | G   | Wiggerweg 11.1 639496 / 215123 |              |
| 49b  | BW   | Datei hochladen                                                         | Speicher im Spitzacker                      | G   | Spitzacher 1.3 639766 / 216284 |              |
| 76a  | BW   | Datei hochladen                                                         | Speicher auf Alp Seeblen                    | G   | Seeblen 1.4 640736 / 212029    |              |
| 105a | BW   | Datei hochladen                                                         | Speicher Ober-Wissbühl                      | G   | Wissbühl 5.4 639401 / 211512   |              |
| 115a | BW   | Datei hochladen                                                         | Speicher in der Vorder-Opfersei             | G   | Opfersei 3.3 639473 / 213047   |              |
| 118  |      | Datei hochladen                                                         | Stubenofen im Bauernhaus auf dem Hof Guggei | K   | Koordinaten fehlen! Hilf mit.  |              |
| 193b | BW   | Datei hochladen                                                         | Speicher Wiggernhütte-Hübeli                | G   | Wiggernalp 1.1 638691 / 208215 |              |
| 221  |      | Datei hochladen                                                         | Getreidespeicher Hübeli                     | G   | Koordinaten fehlen! Hilf mit.  |              |

Legende: Siehe Legende der Liste der Kulturgüter von nationaler und regionaler Bedeutung. Anstelle der KGS-Nummer wird als Objekt-Identifikator (ID) die Gebäudenummer im kantonalen Denkmalverzeichnis verwendet.